# Gedenkramen in het Academiegebouw (Leiden)
De gedenkramen in het Academiegebouw zijn een oorlogsmonument in de Nederlandse stad Leiden.

## Achtergrond
Op 26 november 1940 hield prof. mr. R.P. Cleveringa een beroemd geworden rede, waarin hij protesteerde tegen het aangezegde ontslag van zijn collega prof. Eduard Meijers en andere Joodse hoogleraren en medewerkers van de universiteit. Cleveringa's rede werd het startsein tot verzet; de studenten gingen in staking en de universiteit werd als reactie door de Duitsers gesloten. Diverse Leidse hoogleraren werden in de oorlogsjaren gevangengezet.
In het Groot-Auditorium in het Academiegebouw van de Universiteit Leiden werden na de oorlog aan weerszijden van het spreekgestoelte glas-in-loodramen geplaatst die herinneren aan het Leidse verzet. De ramen verwijzen onder meer naar Willem van Oranje, als stichter van de universiteit en grondlegger van vrijheid, de lijfspreuk van de universiteit praesidium libertatis (bolwerk van de vrijheid) en hoe de universiteit aan haar leus trouw is gebleven in de recentere geschiedenis. De ramen herinneren ook aan de in de oorlog omgekomen hoogleraren en studenten, onder wie Ben Telders en Johan Huizinga.
De ramen werden ontworpen door Louis Boermeester en door hem vervaardigd in het Haarlemse atelier Bogtman. Op 25 november 1950, tien jaar na de rede van Cleveringa, hield prof. Jan Duyvendak een gedenkrede, waarna de ramen werden onthuld door de voorzitters van het Leids Studenten Corps en de Vereeniging voor Vrouwelijke Studenten.

## Beschrijving
Het linker raam toont een hoogleraar als centrale figuur, waarmee enerzijds wordt verwezen naar de rede van Cleveringa en anderzijds de in Bergen-Belsen omgekomen Ben Telders wordt geëerd. In een banderol bovenaan staat praesidium libertatis (bolwerk van de vrijheid), het motto van de universiteit. Onder de hoogleraar een strofe uit het Wilhelmus: "obediëren in der gerechtigheid". De klokkentoren van het Palace of Westminster (Big Ben) in de rechterbovenhoek verwijst naar de periode dat de Nederlandse regering in Londen zat. Een Japanse en Duitse soldaat aan weerszijden van het raam verbeelden de oorlogshandelingen. Andere taferelen verwijzen naar het studentenverzet en de illegale pers.
Het rechter raam toont Willem van Oranje als centrale figuur, met boven zijn hoofd zijn wapen en het wapen van Leiden. Hij wordt omringd door mannen die een rol speelden in de geschiedenis van de universiteit, alumni en hoogleraren, onder wie  Janus Dousa, Hugo Grotius, Gijsbert Karel van Hogendorp, Johan Huizinga, Hendrik Lorentz, Johan Rudolph Thorbecke, Christiaan Snouck Hurgronje en Cornelis van Vollenhoven. Linksboven is, als tegenhanger van de Big Ben in het andere raam, het Academiegebouw afgebeeld. Daaronder het wapen van Nederland met het devies Je maintiendrai. Rechtsboven is een schip afgebeeld als verwijzing naar de geuzen die de stad invoeren bij het beleg van Leiden (1573-1574). In een banderol onder in het raam staat "Haec libertatis ergo" (dit omwille van de vrijheid), het motto van de stad Leiden. Soldaten aan weerszijden symboliseren de Franse en Spaanse overheersing.

## Afbeeldingen

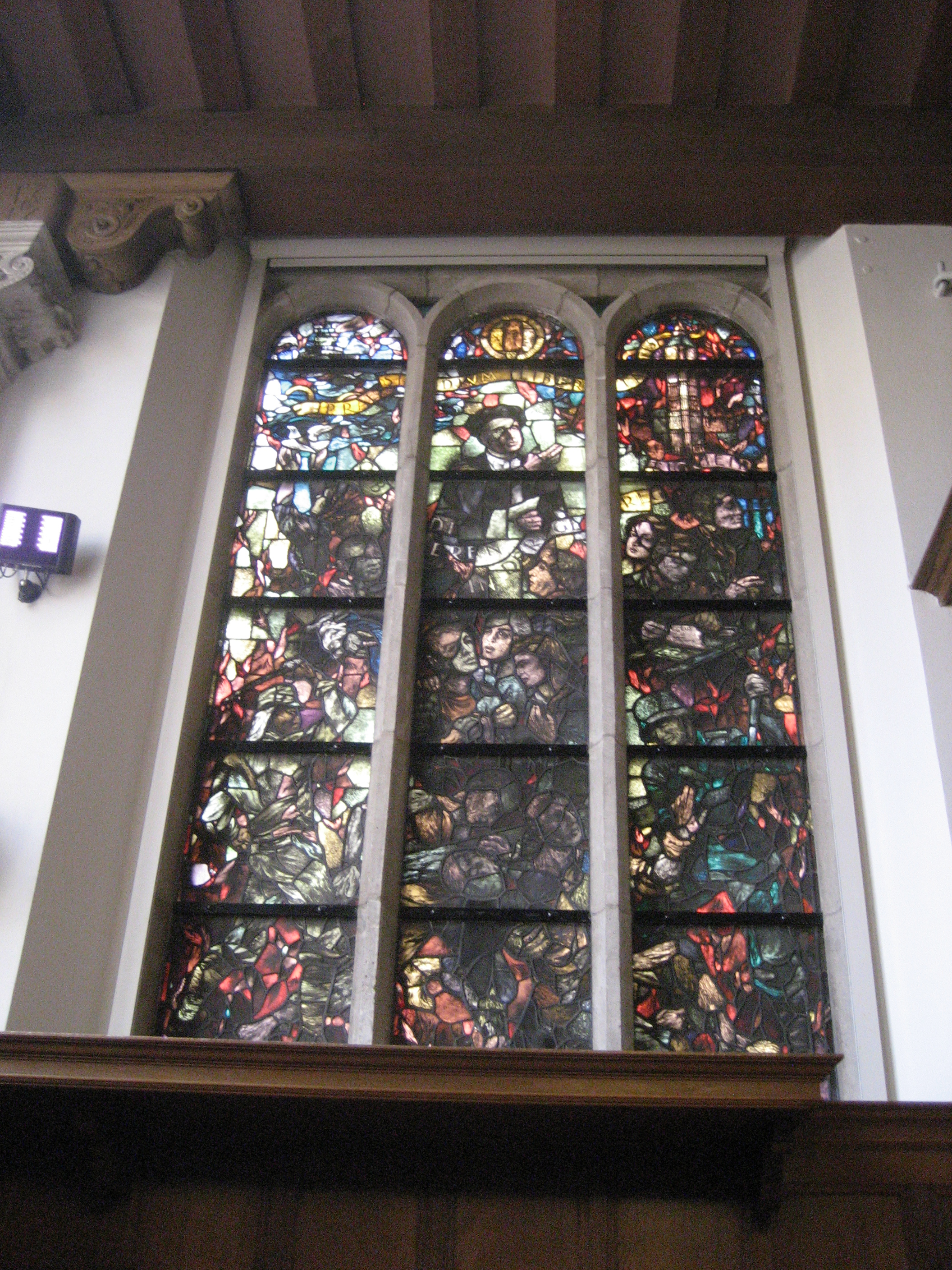
Het linker raam
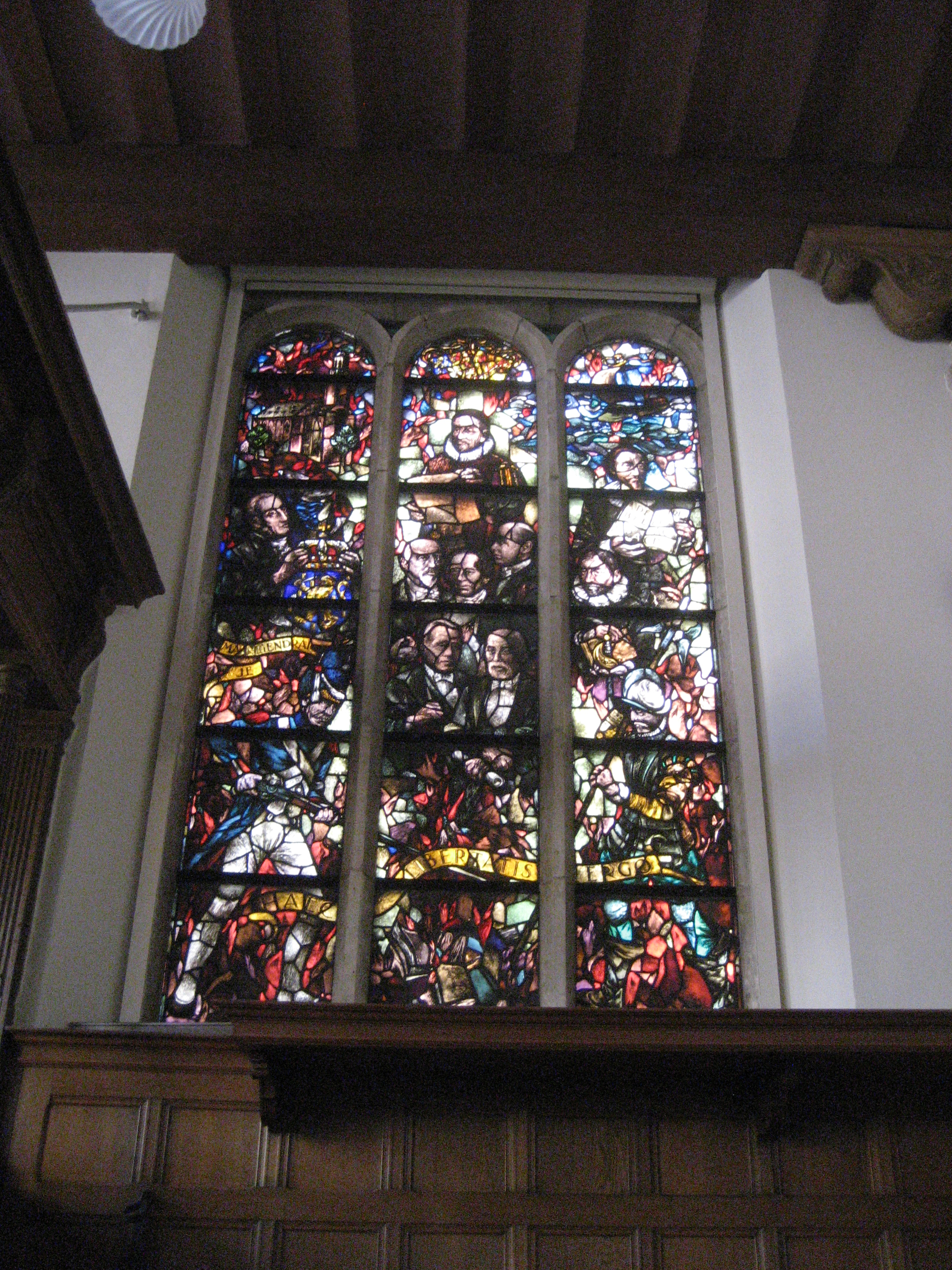
Het rechter raam